# Reprezentacja Gruzji na Mistrzostwach Europy w Wioślarstwie 2008
Reprezentacja Gruzji na Mistrzostwach Europy w Wioślarstwie 2008 liczyła 5 sportowców. Najlepszymi wynikami było 13. miejsce w dwójce bez sternika mężczyzn.

## Medale

### Złote medale
Brak

### Srebrne medale
Brak

### Brązowe medale
Brak

## Wyniki

### Konkurencje mężczyzn
- jedynka (M1x): Micheil Edżoszwili – 14. miejsce
- dwójka bez sternika (M2-): Giorgi Sinataszwili, Erekle Ukleba – 13. miejsce
- dwójka podwójna (M2x): Tornike Sinataszwili, Giorgi Motiaszwili – 15. miejsce